# Twee muzikanten
Twee muzikanten is een schilderij van Judith Leyster uit circa 1629. Het is een van haar vroegst bekende werken. Ze heeft het waarschijnlijk gemaakt toen ze samen met haar toekomstige echtgenoot Jan Miense Molenaer in het atelier van Dirck Hals (een broer van Frans Hals) actief was. Er bestaat ook een andere, verder uitgewerkte versie van, waarop de twee muzikanten ten voeten uit zijn geschilderd. De huidige verblijfplaats van dit grotere paneel is onbekend. 
Het tafereel stelt twee muzikanten voor, die viool en dwarsfluit spelen rond een tafel met een vanitas-stilleven met een schedel, pijp en komfoor met vurige kooltjes en nog meer muziekinstrumenten, waaronder een luit. Opmerkelijk is het groen-zwarte wambuis dat ook op andere schilderijen van Judith Leyster (De serenade), Jan Miense Molenaer en Dirck Hals voorkomt. Het was kennelijk een rekwisiet dat in het atelier van Dirck Hals rondslingerde. De figuren zijn ontleend aan voorbeelden van Dirck Hals. Dit alles wijst erop dat het paneel in diens atelier is ontstaan.

## Herkomst
Het schilderij is altijd in privébezit geweest. Aan het begin van de twintigste eeuw ging het van de Collectie Humphrey Ward (1905) via kunsthandel Arctic Ltd. naar de verzameling van Dr. Max Wasserman in Parijs (vanaf 1911). Het paneel werd op 4 maart 1970 geveild bij Sotheby's in Londen. Sindsdien bevond het zich in een Duitse privéverzameling, totdat het terechtkwam in Collectie P. en N. de Boer in Amsterdam.